# Lista de herdeiros do trono inglês
Esta é uma lista de indivíduos que foram, em dado período de tempo, considerados os herdeiros do trono do Reino de Inglaterra (907-1707) em caso de abdicação ou morte do monarca incumbente. Os herdeiros (presuntivos ou aparentes) que, de fato, sucederam ao monarca inglês são representados em negrito. 
A lista inclui nobres a partir de 1066, quando Guilherme, Duque da Normandia concluiu a campanha de conquista da Inglaterra e estabeleceu-se como definitivo monarca inglês. Seus descendentes diretos de linhagem masculina foram os monarcas ingleses representantes da Dinastia normanda ao longo do século seguinte. Segundo a tradição normanda, o trono e as posses do monarca deveriam ser divididos entre seus descendentes legítimos pela vontade do próprio soberano. Desta forma, Roberto Curthose (primogênito de Guilherme I) herdou o Ducado da Normandia enquanto Guilherme, o Ruivo (filho mais novo) sucedeu-o no trono inglês. Somente com a adoção da Carta Magna, em 1215, a primogenitura foi oficializada como regra de sucessão ao trono da Inglaterra. 
Os descendentes legítimos de linhagem masculina do soberano inglês sucederam ao trono da Inglaterra por lei sálica até Atos de União de 1707, quando a coroa inglesa foi fundida com a coroa escocesa formando o Reino Unido da Grã-Bretanha. Historicamente, os herdeiros masculinos ao trono inglês recebiam os títulos de Príncipe de Gales e Duque da Cornualha, estabelecidos em 1301 e 1337 por Eduardo I e Eduardo III, respectivamente. Atualmente, tais títulos são ostentados pelo herdeiro ao trono britânico.

## Herdeiros ao trono inglês
| Monarca       | Herdeiro                              | Condição            | Relação com o monarca | Período                 | Período                 |
| ------------- | ------------------------------------- | ------------------- | --------------------- | ----------------------- | ----------------------- |
| Guilherme I   | Guilherme, o Ruivo                    | Herdeiro aparente   | Filho                 | 7 de setembro de 1087   | 26 de setembro de 1087  |
| Henrique I    | Guilherme, Duque da Normandia         | Herdeiro aparente   | Filho                 | 19 de março de 1116     | 25 de novembro de 1120  |
| Henrique I    | Matilde, Condessa de Anjou            | Herdeira presuntiva | Filha                 | 25 de dezembro de 1126  | 22 de dezembro de 1135  |
| Estêvão       | Eustácio, Conde de Bolonha            | Herdeiro aparente   | Filho                 | 6 de abril de 1152      | 17 de agosto de 1153    |
| Estêvão       | Henrique, Duque da Normandia          | Herdeiro aparente   | Primo                 | 6 de novembro de 1153   | 19 de dezembro de 1154  |
| Henrique II   | Guilherme, Conde de Poitiers          | Herdeiro aparente   | Filho                 | 3 de abril de 1155      | Abril de 1156           |
| Henrique II   | Henrique, o Jovem                     | Herdeiro aparente   | Filho                 | Abril de 1156           | 11 de junho de 1183     |
| Henrique II   | Ricardo, Duque da Aquitânia           | Herdeiro aparente   | Filho                 | 4 de julho de 1189      | 3 de setembro de 1189   |
| Ricardo I     | Artur, Duque da Bretanha              | Herdeiro presuntivo | Sobrinho              | 11 de novembro de 1190  | 27 de maio de 1199      |
| João I        | Henrique de Winchester                | Herdeiro aparente   | Filho                 | 1 de outubro de 1207    | 28 de outubro de 1216   |
| Henrique III  | Ricardo, Conde da Cornualha           | Herdeiro presuntivo | Irmão                 | 28 de outubro de 1216   | 17 de junho de 1239     |
| Henrique III  | Eduardo, Senhor de Chester            | Herdeiro aparente   | Filho                 | 17 de junho de 1239     | 16 de novembro de 1272  |
| Eduardo I     | Henrique Plantageneta                 | Herdeiro aparente   | Filho                 | 16 de novembro de 1272  | 16 de outubro de 1274   |
| Eduardo I     | Afonso, Conde de Chester              | Herdeiro aparente   | Filho                 | 16 de outubro de 1274   | 19 de agosto de 1284    |
| Eduardo I     | Eduardo, Príncipe de Gales            | Herdeiro aparente   | Filho                 | 19 de agosto de 1284    | 7 de julho de 1307      |
| Eduardo II    | Tomás, Conde de Norfolk               | Herdeiro presuntivo | Irmão                 | 7 de julho de 1307      | 13 de novembro de 1312  |
| Eduardo II    | Eduardo, Conde de Chester             | Herdeiro aparente   | Filho                 | 13 de novembro de 1312  | 21 de janeiro de 1327   |
| Eduardo III   | João, Conde da Cornualha              | Herdeiro presuntivo | Irmão                 | 21 de janeiro de 1327   | 15 de junho de 1330     |
| Eduardo III   | Eduardo, Príncipe de Gales            | Herdeiro aparente   | Filho                 | 15 de junho de 1330     | 8 de junho de 1376      |
| Eduardo III   | Ricardo, Príncipe de Gales            | Herdeiro aparente   | Neto                  | 8 de junho de 1376      | 21 de junho de 1377     |
| Ricardo II    | João, Duque de Lencastre e Aquitânia  | Herdeiro presuntivo | Tio                   | 21 de junho de 1377     | 3 de fevereiro de 1399  |
| Ricardo II    | Henrique, Duque de Lencastre          | Herdeiro presuntivo | Sobrinho              | 3 de fevereiro de 1399  | 30 de setembro de 1399  |
| Henrique IV   | Henrique, Príncipe de Gales           | Herdeiro aparente   | Filho                 | 30 de setembro de 1399  | 20 de março de 1413     |
| Henrique V    | Tomás, Duque de Clarence              | Herdeiro presuntivo | Irmão                 | 20 de março de 1413     | 22 de março de 1421     |
| Henrique V    | João, Duque de Bedford                | Herdeiro presuntivo | Irmão                 | 22 de março de 1421     | 6 de dezembro de 1421   |
| Henrique V    | Henrique, Duque da Cornualha          | Herdeiro aparente   | Filho                 | 6 de dezembro de 1421   | 31 de agosto de 1422    |
| Henrique VI   | Eduardo, Príncipe de Gales            | Herdeiro aparente   | Filho                 | 13 de outubro de 1453   | 25 de outubro de 1460   |
| Henrique VI   | Ricardo, Duque de Iorque              | Herdeiro aparente   | Primo                 | 25 de outubro de 1460   | 30 de dezembro de 1460  |
| Henrique VI   | Eduardo, Duque de Iorque              | Herdeiro aparente   | Primo                 | 30 de dezembro de 1460  | 4 de março de 1461      |
| Eduardo IV    | Jorge, Duque de Clarence              | Herdeiro presuntivo | Irmão                 | 4 de março de 1461      | 31 de março de 1470     |
| Eduardo IV    | Ricardo, Duque de Gloucester          | Herdeiro presuntivo | Irmão                 | 4 de março de 1461      | 11 de abril de 1471     |
| Eduardo IV    | Eduardo, Príncipe de Gales            | Herdeiro aparente   | Filho                 | 11 de abril de 1471     | 9 de abril de 1483      |
| Eduardo V     | Ricardo, Duque de Iorque              | Herdeiro presuntivo | Irmão                 | 9 de abril de 1483      | 25 de junho de 1483     |
| Eduardo V     | Ricardo, Duque de Gloucester          | Herdeiro presuntivo | Tio                   | 25 de junho de 1483     | 26 de junho de 1483     |
| Ricardo III   | Eduardo, Príncipe de Gales            | Herdeiro aparente   | Filho                 | 26 de junho de 1483     | 9 de abril de 1484      |
| Henrique VII  | Artur, Príncipe de Gales              | Herdeiro aparente   | Filho                 | 20 de setembro de 1486  | 2 de abril de 1502      |
| Henrique VII  | Henrique, Príncipe de Gales           | Herdeiro aparente   | Filho                 | 2 de abril de 1502      | 22 de abril de 1509     |
| Henrique VIII | Henrique, Duque da Cornualha          | Herdeiro aparente   | Filho                 | 1 de janeiro de 1511    | 22 de fevereiro de 1511 |
| Henrique VIII | Maria Tudor                           | Herdeira presuntiva | Filha                 | 18 de fevereiro de 1516 | 23 de março de 1534     |
| Henrique VIII | Isabel Tudor                          | Herdeira presuntiva | Filha                 | 23 de março de 1534     | 8 de junho de 1536      |
| Henrique VIII | Eduardo, Príncipe de Gales            | Herdeiro aparente   | Filho                 | 12 de outubro de 1537   | 28 de janeiro de 1547   |
| Eduardo VI    | Maria Tudor                           | Herdeira presuntiva | Irmã                  | 28 de janeiro de 1547   | 21 de junho de 1553     |
| Eduardo VI    | Joana Grey                            | Herdeira presuntiva | Prima                 | 21 de junho de 1553     | 6 de julho de 1553      |
| Joana         | Catarina, Senhora de Cardiff          | Herdeira presuntiva | Irmã                  | 6 de julho de 1553      | 19 de julho de 1553     |
| Maria I       | Isabel Tudor                          | Herdeira presuntiva | Irmã                  | 6 de julho de 1553      | 17 de novembro de 1558  |
| Isabel I      | Maria Stuart                          | Herdeira presuntiva | Prima                 | 17 de novembro de 1558  | 8 de fevereiro de 1587  |
| Isabel I      | Jaime Stuart                          | Herdeiro presuntivo | Primo                 | 8 de fevereiro de 1587  | 24 de março de 1603     |
| Jaime I       | Henrique Frederico, Príncipe de Gales | Herdeiro aparente   | Filho                 | 24 de março de 1603     | 6 de novembro de 1612   |
| Jaime I       | Carlos, Príncipe de Gales             | Herdeiro aparente   | Filho                 | 6 de novembro de 1612   | 27 de março de 1625     |
| Carlos I      | Isabel, Eleitora Palatina             | Herdeira presuntiva | Irmã                  | 27 de março de 1625     | 29 de maio de 1630      |
| Carlos I      | Carlos, Príncipe de Gales             | Herdeiro aparente   | Filho                 | 29 de maio de 1630      | 30 de janeiro de 1649   |
| Carlos II     | Jaime, Duque de Iorque                | Herdeiro presuntivo | Irmão                 | 30 de janeiro de 1649   | 6 de fevereiro de 1685  |
| Jaime II      | Maria, Princesa de Orange             | Herdeira presuntiva | Filha                 | 6 de fevereiro de 1685  | 10 de junho de 1688     |
| Jaime II      | Jaime, Príncipe de Gales              | Herdeiro aparente   | Filho                 | 10 de junho de 1688     | 13 de fevereiro de 1689 |
| Maria II      | Guilherme, Príncipe de Orange         | Herdeiro presuntivo | Marido                | 13 de fevereiro de 1689 | 28 de dezembro de 1694  |
| Guilherme III | Ana da Dinamarca                      | Herdeira aparente   | Cunhada               | 28 de dezembro de 1694  | 8 de março de 1702      |
| Ana           | Sofia, Eleitora de Hanôver            | Herdeira presuntiva | Prima                 | 8 de março de 1702      | 1 de maio de 1707       |